# Raïon de Kroupki
Le raïon de Kroupki (en biélorusse : Крупскі раён, Kroupski raïon ; en russe : Крупский район, Kroupski raïon) est une subdivision de la voblast de Minsk, en Biélorussie. Son centre administratif est la ville de Kroupki.

## Géographie
Le raïon couvre une superficie de 2 138,73 km2, dans le nord-est de la voblast. Il est limité au nord par la voblast de Vitebsk (raïon de Tchachniki), à l'est par la voblast de Vitebsk (raïon de Talatchyn) et la voblast de Moguilev (raïon de Krouhlaïe et raïon de Bialynitchy), au sud par le raïon de Berazino et à l'ouest par le raïon de Baryssaw.

## Histoire
Le raïon de Kroupki a été créé le 17 juillet 1924.

## Population

### Démographie
Les résultats des recensements de la population (*) font apparaître une baisse continue de la population depuis 1959. Ce déclin s'est accéléré dans les premières années du XXIe siècle :
Recensements (*) ou estimations de la population :
| 1959*  | 1970*  | 1979*  | 1989*  | 1999*  | 2009*  |
| ------ | ------ | ------ | ------ | ------ | ------ |
| 54 675 | 48 919 | 41 799 | 36 547 | 33 968 | 26 522 |

### Nationalités
Selon les résultats du recensement de 2009, la population du raïon se composait de deux nationalités principales :
- 92.85 % de Biélorusses ;
- 5,12 % de Russes ;

### Langues
En 2009, la langue maternelle était le biélorusse pour 81,3 % des habitants du raïon de Kroupki et le russe pour 16,85 %. Le biélorusse était parlé à la maison par 57,8 % de la population et le russe par 37,7 %.